# Fürstentum Paderborn
Das Fürstentum Paderborn (auch Erbfürstentum Paderborn) war ein zwischen 1803 und 1806/07 existierendes Fürstentum in preußischem Besitz. Es entstand durch Säkularisation des Hochstifts Paderborn.

## Lage
Das Fürstentum Paderborn lag westlich der preußischen Kernlande im Osten von Westfalen; südlich des Fürstentums Lippe, beidseitig des Eggegebirges und westlich der Weser. Im Süden grenzte das Fürstentum an Waldeck und Kurhessen. Hauptort war Paderborn. Weitere größere Städte waren Warburg und Brakel.
Das ehemalige Gebiet des Fürstentums liegt im heutigen südlichen Ostwestfalen in den Kreisen Paderborn und Höxter. Es entspricht damit weitgehend der heute als Hochstift Paderborn bezeichneten Region. Nicht zum Fürstentum Paderborn gehörte das im Nordosten angrenzende Fürstentum Corvey mit der Stadt Höxter.

## Geschichte
Nach der Besetzung des Hochstifts Minden durch Preußen 1802 wurde das Hochstift Paderborn 1803 als Entschädigungsland auf dem Reichsdeputationshauptschluss Preußen zugesprochen. § 3 des Reichsdeputationshauptschlusses lautet: „Dem Könige von Preußen, Kurfürsten von Brandenburg, für das Herzogthum Geldern, und den auf dem linken Rheinufer gelegenen Theil des Herzogthums Cleve, für das Fürstenthum Moeurs, die Bezirke von Sevenaer, Huissen und Malburg, und für die Rhein- und Maaszölle: die Bisthümer Hildesheim und Paderborn; ....“. Herrscher war demnach der preußische König Friedrich Wilhelm III., der den Titel Fürst zu Paderborn 1803 annahm und deren Dynastie diesen Titel bis zum Ende der Monarchie führte. Die preußischen Könige führten nun auch das paderbornische Stiftswappen in ihrem Wappenschild.
Der letzte Fürstbischof von Paderborn, Franz Egon von Fürstenberg, musste zwar die weltliche Herrschaft über die Hochstifte Paderborn und Hildesheim aufgeben, er behielt aber die geistliche Jurisdiktion über seine Bistümer bis zu seinem Tod 1825 und durfte weiterhin seine geistlichen und fürstlichen Titel führen. Fürstbischof Franz Egon von Fürstenberg residierte überwiegend in Hildesheim und wurde dort im Dom begraben.
Häufig wurde das Fürstentum Paderborn auch als „Erbfürstentum“ bezeichnet, da im Gegensatz zum durch das Domkapitel gewählten und von Kaiser und Papst bestätigten Fürstbischof, nun der König von Preußen in der Eigenschaft als Kurfürst von Brandenburg Fürst von Paderborn wurde.
Die Bezeichnung (Erb-)Fürstentum wurde während der Zuschlagung des Gebietes unter der Herrschaft des napoléonischen Königs von Westphalen (Departement der Fulda) zwischen 1806 und 1813 ausgesetzt und danach nur noch symbolisch restituiert. Nach dem Rückfall des Gebietes an Preußen wurde das Gebiet gemäß einer 1816 durchgeführten Verwaltungsreform Teil der Provinz Westfalen. Der Begriff Fürstentum Paderborn spielte dann nur noch in der dynastischen Erbfolge für den König von Preußen eine Rolle und war keine Verwaltungseinheit mehr.

## Verwaltungsgliederung
Schon bald nach der preußischen Inbesitznahme wurden im Fürstentum Landkreise eingerichtet, in denen Landräte eingesetzt wurden. Historisch war das Territorium in den Oberwaldischen und den Unterwaldischen Distrikt gegliedert; die preußischen Behörden richteten aber drei Kreise ein:
- den Oberwaldischen Kreis mit Sitz in Brakel, bestehend aus der nördlichen Hälfte des Oberamts Dringenberg, den Ämtern Steinheim und Lügde, den Städten Bredenborn und Vörden und dem Paderbornischen Anteil der Samtämter Oldenburg und Schwalenberg.
- den Warburger Kreis mit Sitz in Warburg, bestehend aus der südlichen Hälfte des Oberamts Dringenberg, den Ämtern Beverungen-Herstelle, Lichtenau und Wünnenberg sowie dem Kirchspiel Oesdorf
- den Unterwaldischen Kreis mit Sitz in Paderborn, bestehend aus dem Oberamt Neuhaus ohne Oesdorf sowie den Ämtern Delbrück, Boke, Büren und Wewelsburg.

Das Königreich Westphalen schlug das Gebiet des Fürstentums Paderborn 1807 seinem Departement der Fulda zu. Der unterwaldische Teil fiel im Wesentlichen an den Distrikt Paderborn und der oberwaldische Teil im Wesentlichen an den Distrikt Höxter.
Nach der neuerlichen Inbesitznahme durch Preußen im Jahre 1813 ging das Territorium des Fürstentums 1816 in den fünf neuen Kreisen Höxter, Warburg, Paderborn, Büren und Brakel auf. Zum neuen Kreis Höxter kam auch das Territorium des Fürstentums Corvey.

## Persönlichkeiten
Innerhalb der preußischen Verwaltungsgliederung wurde das Fürstentum der Kriegs- und Domänenkammer Münster unterstellt und besaß zunächst keine eigene Spitzenbehörde. Erst 1806 wurde August von Reimann zum ständigen Kommissar der Kriegs- und Domänenkammer Münster in Paderborn ernannt. Die 1803 eingesetzten drei Landräte waren Wilhelm Friedrich von Bocholtz im Oberwaldischen, Maximilian von Elverfeldt im Unterwaldischen und Philipp von Wolff gen. Metternich im Warburger Kreis. Wilhelm Friedrich von Bocholtz wurde 1806 von Karl Moritz von Haxthausen als Landrat im Oberwaldischen Kreis abgelöst.